# Todd Holland
Todd Holland  (* 13. Dezember 1961 in Kittanning, Pennsylvania) ist ein US-amerikanischer Fernseh-, Filmregisseur und Filmproduzent.

## Leben
Holland arbeitet als Fernseh- und Filmregisseur in Kalifornien. Unter anderem drehte er mehrere Folgen der Fernsehserie Malcolm mittendrin. Als Filmregisseur drehte er unter anderem Kilroy, Joy Stick Heroes, Krippendorf's Tribe und Firehouse Dog sowie viele Folgen von The Larry Sanders Show und zwei Folgen von Twin Peaks. Sein Lebensgefährte ist der Sänger und Schauspieler Scotch Ellis Loring.

## Auszeichnungen
- Emmy Award 2000 in der Kategorie Outstanding Directing for a Comedy Series für Malcolm mittendrin (Episode Malcolm, der Held)
- Directors Guild of America Award im Jahre 2002 in der Kategorie Outstanding Directorial Achievement in Comedy Series für Malcolm mittendrin (Episode Bowling)